# John Jensen
John Jensen (Copenhague, Dinamarca, 3 de mayo de 1965) es un exfutbolista danés, se desempeñaba como mediocampista. Con el apodo de Faxe, Jensen es recordado, sobre todo, por su paso por el Arsenal FC. Actualmente ejerce de entrenador, aunque está sin equipo. Fue autor de uno de los goles con que la selección de Dinamarca ganó la final de la Eurocopa de 1992 frente a Alemania.

## Clubes

### Jugador
| Club        | País       | Año         | Partidos | Goles |
| Brøndby IF  | Dinamarca  | 1986 - 1988 | ¿?       | ¿?    |
| Hamburgo SV | Alemania   | 1988 - 1990 | 47       | 0     |
| Brøndby IF  | Dinamarca  | 1990 - 1992 | 44       | 4     |
| Arsenal FC  | Inglaterra | 1992 - 1996 | 97       | 1     |
| Brøndby IF  | Dinamarca  | 1996 - 1999 | 90       | 3     |
| Herfølge BK | Dinamarca  | 1999 - 2001 | 40       | 0     |

### Entrenador
| Club          | País      | Año         |
| ------------- | --------- | ----------- |
| Herfølge BK   | Dinamarca | 1999 - 2002 |
| Randers FC    | Dinamarca | 2009        |
| Fremad Amager | Dinamarca | 2014 -      |

## Palmarés
Brøndby IF
- Superliga danesa: 1986-87, 1987-88, 1989-90, 1990-91, 1996-97, 1997-98

Arsenal FC
- FA Cup: 1993
- Copa de la Liga de Inglaterra: 1993
- Recopa de Europa: 1994

Herfølge BK
- Superliga danesa: 1999-00

Selección de fútbol de Dinamarca
- Eurocopa 1992

- Datos: Q503101
- Multimedia: John "Faxe" Jensen / Q503101